# Ilminismo

Bandeira do ilminismo

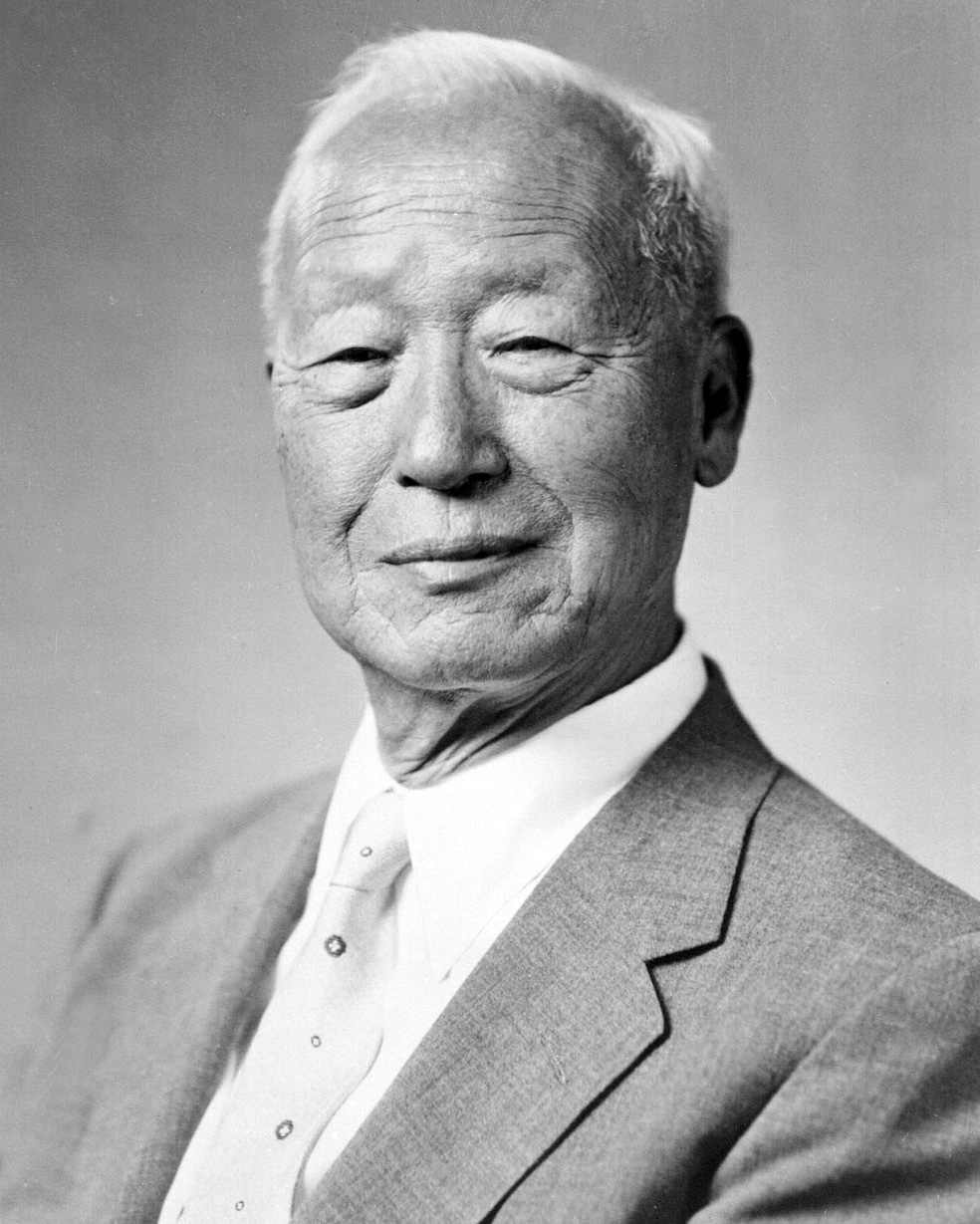
Syngman Rhee, Presidente da República da Coreia de 1948 a 1960, foi o primeiro defensor e principal beneficiário político do Princípio do Povo Único.

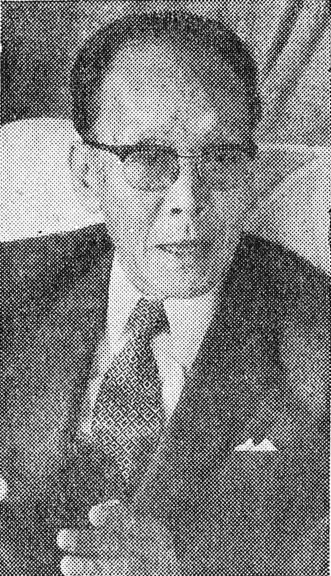
An Ho-sang, o principal ideólogo do ilminismo

Ilminismo (em coreano: 일민주의; hanja: 一民主義; RR: Ilminjuui), frequentemente traduzido como Princípio do Povo Único, Doutrina do Povo Único ou Unidemismo, foi a ideologia política da Coreia do Sul sob seu primeiro presidente, Syngman Rhee. O princípio ilminista foi comparado por estudiosos contemporâneos ao ideal nazista do Herrenvolk (raça superior) e foi parte de um esforço para consolidar uma cidadania unida e obediente em torno da forte liderança central de Rhee por meio de apelos ao ultranacionalismo e à supremacia étnica. Em geral, "ilministas" geralmente se refere a pró-Syngman Rhee (grupos).

## História
O conceito tinha raízes profundas em disputas entre diferentes membros do movimento de independência coreano durante o governo japonês. O debate foi entre os chamados culturalistas (문화주의론자), que argumentavam que o atraso coreano exigia uma elite forte e patriótica para guiar o povo à civilização cultural e ao esclarecimento, ou seja, os coreanos precisavam se tornar uma nação adequada, versus os populistas (민중투쟁론자), que sustentavam que os coreanos já eram uma nação soberana e um povo de quem toda a legitimidade derivava em última instância. O ilminismo foi identificado como sendo influenciado pela corrente culturalista do pensamento coreano.
O conceito foi desenvolvido principalmente pelo Ministro da Educação educado na Alemanha, Ahn Ho-sang, que estudou filosofia na Universidade de Jena, na Alemanha, no final da década de 1920. Estava conectado com o Corpo de Defesa Estudantil, estabelecido em 22 de abril de 1949. A doutrina nacionalista foi influenciada pelos grupos estatistas de jovens que Ahn testemunhou tanto como estudante na Alemanha na década de 1920 quanto durante a Guerra da Ásia-Pacífico. A doutrina foi recebida desfavoravelmente por vários setores quando surgiu pela primeira vez, mas o início da Guerra da Coreia em 1950 aumentou substancialmente seu relacionamento com as autoridades.
Depois de 1952, o Ilminismo não foi mais mencionado, e os expurgos de afiliados Ilministas de Syngman Rhee levaram ao fim do ilminismo.

## Ideologia
O ilminismo parte da suposição de que o povo coreano é um povo geneticamente, espiritualmente e culturalmente homogêneo desde os tempos antigos.
No entanto, essa identidade nacional foi minada por forças externas e seus colaboradores, e capitalistas e comunistas desempenham esse papel hoje. O povo coreano deve lutar contra isso restaurando a unidade que manteve por muitos anos.
O Princípio Ilminista se tornou a ideologia central da Associação Nacional de Rhee e seu sucessor, o Partido Liberal, estabelecido em 1951.
O ilminismo foi baseado em um programa político de quatro pontos, incluindo a eliminação da discriminação formal entre a nobreza e as massas, a equalização econômica de ricos e pobres por meio da reforma agrária, igualdade social e política dos sexos e o fim da discriminação entre o Norte e o Sul ou a capital urbana e as províncias rurais. O fim da política partidária foi proposto, em favor de um povo unido por trás de um estado de partido único de fato.
O ilminismo foi eficaz na criação de um forte nacionalismo anticomunista para se opor aos apelos eficazes ao nacionalismo feitos pela Frente Democrática para a Reunificação da Pátria, liderada por Kim Il Sung e pelo comunista Partido dos Trabalhadores da Coreia.

### Reunificação para o norte
Os Ilministas eram anticomunistas beligerantes. Apesar da oposição dos EUA, eles insistiram na "reunificação para o norte" (북진통일), na qual as tropas sul-coreanas marcharam para o norte, derrubaram o governo norte-coreano na Península Coreana, eliminaram completamente as forças comunistas e ocuparam todas as áreas da península à força para construir uma República da Coreia unificada não comunista.

## Associação para a Propagação do Ilminismo
A Associação para a Propagação do Ilminismo (일민주의보급회; 一民主義普及會) é uma organização nacionalista fundada em setembro de 1949. A organização é uma organização que visa promover o popularismo centrado em Syngman Rhee, liderada por ex-membros da Associação Nacional da Juventude Coreana liderada por Lee Bum-seok e Ahn Ho-sang. Ela criticava tanto o capitalismo quanto o comunismo, mas basicamente a organização tinha uma tendência pró-americana e, devido à intensificação da Guerra Fria, a tendência anticapitalista não era mais proeminente do que durante o período da KNYA.